# Gertrúd Stefanek
Gertrúd Stefanek, née le 5 juillet 1959 à Ózd, est une escrimeuse hongroise.

## Carrière
Gertrúd Stefanek participe aux Jeux olympiques d'été de 1980 ainsi qu'aux Jeux olympiques d'été de 1988 et  remporte la médaille de bronze dans l'épreuve du fleuret par équipe lors des deux éditions.